# Human Torch
Human Torch (Jonathan "Johnny" Storm) là một siêu anh hùng hư cấu xuất hiện trong truyện tranh Mỹ do Marvel Comics xuất bản. Nhân vật này là một thành viên sáng lập của Bộ tứ siêu đẳng. Anh được sáng tạo bởi nhà văn Stan Lee và họa sĩ Jack Kirby từ một nhân vật tương tự, trước đó, Người máy Human Torch cùng tên và sức mạnh, người được tạo ra vào năm 1939 bởi nhà văn-họa sĩ Carl Burgos cho công ty tiền thân của Marvel Comics, Timely Comics.
Giống như phần còn lại của Bộ tứ siêu đẳng, Johnny có được sức mạnh của mình trên một con tàu vũ trụ bị bắn phá bởi tia vũ trụ. Anh ta có thể nhấn chìm toàn bộ cơ thể của mình trong biển lửa, bay, hấp thụ lửa một cách vô hại vào cơ thể của chính mình, và kiểm soát bất kỳ ngọn lửa nào gần đó bằng sức mạnh của ý chí. "Flame on!", Mà Torch thường hét lên khi kích hoạt hiệu ứng ngọn lửa toàn thân, đã trở thành câu cửa miệng của anh ấy. Là người trẻ nhất trong nhóm, anh hay thô lỗ và bốc đồng so với người chị gái kín đáo, bảo vệ quá mức và giàu lòng nhân ái của mình, Susan Storm, người anh rể hợp lý của anh ta, Reed Richards, và Ben Grimm hay càu nhàu. Vào đầu những năm 1960, anh đóng vai chính trong một tuyển tập phiêu lưu một mình, được đăng trên tạp chí Strange Tales. Human Torch cũng là bạn và là đồng minh thường xuyên của siêu anh hùng Người Nhện, người xấp xỉ tuổi với anh.
Trong các bộ phim, Human Torch đã được Jay Underwood thể hiện trong bộ phim The Fantastic Four không phát hành năm 1994; Chris Evans trong bộ phim Fantastic Four năm 2005 và phần tiếp theo năm 2007 của nó là Fantastic Four: Rise of the Silver Surfer; và Michael B. Jordan trong bộ phim năm 2015 Fantastic Four.